# Sparvhökar
Sparvhökar (Accipiter) är ett släkte av rovfåglar inom familjen hökar. Det omfattade tidigare ett stort antal hökarter på alla kontinenter utom Antarktis, då under det svenska namnet egentliga hökar. Efter genetiska studier har Accipiter delats upp på sex släkten. Accipiter i begränsad mening omfattar sex till nio små hökarter med utbredning i Europa och norra Asien, Amerika och Afrika.

## Utseende
Fåglarna inom släktet är slanka med korta rundade vingar och långa stjärtar vilket är en förutsättning för deras manöverduglighet i luften. De har långa ben och långa klor som de använder för att döda sina byten och en vass, krökt näbb som de använder för att slita loss köttstycken. Honorna är oftast större än hanarna.

## Ekologi
Deras jaktteknik är oftast att fånga bytet genom en överraskningsattack från en dold plats och endast kortare jakt. Huvudsakligen består deras föda av mindre fåglar och däggdjur. Ett typiskt flyktmönster (jizzen) är en serie vingslag följt av en kortare glidflykt. Merparten av arterna återfinns i skog- och buskbiotoper.

## Systematik
Tidigare omfattade släktet Accipiter en lång rad arter på alla världens kontinenter utom Antarktis. Genetiska studier har dock visat att två artpar som traditionellt placeras i familjen endast är avlägset släkt: dels de mycket små amerikanska arterna halsbandshök och pygméhök', dels de syd- och sydöstasiatiska tofshökarna (orienttofshök och sulawesitofshök. Dessa bryts därför ut till egna släkten, Microspizias respektive Lophospiza. Även i mer begränsad mening är dock Accipiter så som det traditionellt är konstituerat parafyletiskt, där kärrhökarna i Circus är inbäddade, men också släktena Erythrotriorchis och Megatriorchis (exempelvis står duvhöken närmare kärrhökarna än sparvhöken). För att kärrhökarna ska kunna behållas i ett eget släkte har därför Accipiter delats upp i ytterligare släkten. Det medför att de i Europa tre förekommande hökarterna sparvhök, duvhök och balkanhök förs till tre olika släkten. Notera att Birdlife Sverige fortfarande behåller den traditionella släktesindelningen.

### Arter inom släktet
I begränsad mening omfattar Accipiter följande sex till nio arter.:
- Gråbukig hök (Accipiter poliogaster)
- Ovambosparvhök (Accipiter ovampensis)
- Madagaskarsparvhök (Accipiter madagascariensis)
- Sparvhök (Accipiter nisus)
- Rostbröstad sparvhök (Accipiter rufiventris)
- Amerikansk sparvhök (Accipiter striatus)

### Arter tidigare placerade i släktet
Följande arter har lyfts ut ur Accipiter och förts till andra släkten:
Släkte Microspizias
- Pygméhök (M. superciliosus)
- Halsbandshök (M. collaris)

Släkte Lophospiza
- Orienttofshök (L. trivirgatus)
- Sulawesitofshök (L. griseiceps)

Släkte Aerospiza
- Rödsidig hök (A. castanilius)
- Bantuhök (A. tachiro)

Släkte Tachyspiza
- Shikra (Tachyspiza badia)
- Nikobarhök (Tachyspiza butleri)
- Balkanhök (Tachyspiza brevipes)
- Kinesisk hök (Tachyspiza soloensis)
- Skalbaggshök (Tachyspiza francesiae)
- Fläckstjärtad hök (Tachyspiza trinotata)
- Gråhök (Tachyspiza novaehollandiae)
- Proteushök (Tachyspiza hiogaster)
- Brunhök (Tachyspiza fasciata)
- Svartmantlad hök (Tachyspiza melanochlamys)
- Skathök (Tachyspiza albogularis)
- Nyakaledonienhök (Tachyspiza haplochroa)
- Fijihök (Tachyspiza rufitorques)
- Halmaherahök (Tachyspiza henicogramma)
- Blågrå hök (Tachyspiza luteoschistacea)
- Härmhök (Tachyspiza imitator)
- Gråhuvad hök (Tachyspiza poliocephala)
- Prinshök (Tachyspiza princeps)
- Brokhök (Tachyspiza erythropus)
- Dvärghök (Tachyspiza minulla)
- Tajgahök (Tachyspiza gularis)
- Besra (Tachyspiza virgata)
- Småhök (Tachyspiza nanus)
- Moluckhök (Tachyspiza erythrauchen)
- Kraghök (Tachyspiza cirrocephala)
- Bismarckhök (Tachyspiza brachyura)
- Rosabröstad hök (Tachyspiza rhodogaster)

Släkte duvhökar (Astur)
- Trastduvhök (Astur cooperii)
- Kubaduvhök (Astur gundlachi)
- Tvåfärgad duvhök (Astur bicolor)
- Chileduvhök (Astur chilensis)
- Svart duvhök (Astur melanoleucus)
- Madagaskarduvhök (Astur henstii)
- Duvhök (Astur gentilis)
- Amerikansk duvhök (Astur atricapillus)
- Papuaduvhök (Astur meyerianus)